# Deel van mij (André Hazes jr.)
Deel van mij is een lied van de Nederlandse zanger André Hazes jr. Het werd in 2023 als single uitgebracht en stond in hetzelfde jaar als tweede track op het album Op mijn lijf geschreven.

## Achtergrond
Deel van mij is geschreven door André Hazes jr., Billy Dans, Hansen Tomas en Oliver De La Rosa en geproduceerd door  John Dirne. Het is een nummer uit de genres nederpop en poprock. In het lied zingt de artiest over een gevecht met een oude versie van hemzelf die hij wil achterlaten. Het is een beschrijving van de twee onstuimige jaren die de zanger voor het uitbrengen van het nummer had ervaren.
Het was de eerste single van Hazes in twee jaar tijd en de eerste met een nieuw schrijversteam en naar eigen zeggen andere sound.
Kort nadat de zanger een deel van het nummer had gedeeld op mediaplatform Instagram, werd er door fans gereageerd dat er gelijkenissen waren met het lied Fire van Gavin DeGraw uit 2014. Toen de zanger de gelijkenissen beluisterde, reageerde hij door te zeggen dat hij het voor het uitbrengen niet had gehoord, maar dat hij deze zeker hoorde. Hij vertelde dat hij ervan baalde dat niemand van zijn team het eerder had gehoord en dat hij contact had gezocht met het management van DeGraw. Hazes hoopte dat het hem geen geld ging kosten om de mogelijke auteursrechtenschending op te lossen. Opvallend was dat Hazes toegaf wel door twee andere nummers geïnspireerd te zijn voor het lied, maar niet die van DeGraw. Die twee nummer waren Rolling in the Deep van Adele en Stepping Stone van Duffy.

## Hitnoteringen
De zanger had weinig succes met het lied in Nederland. Er was geen notering in de Single Top 100 en ook de Top 40 werd niet bereikt. Er was bij de laatstgenoemde hitlijst wel de twintigste plaats in de Tipparade.